# Georgenstraße (Magdeburg)
Die Georgenstraße war eine Straße in Magdeburg im heutigen Sachsen-Anhalt. Nach Zerstörungen im Zweiten Weltkrieg wurde die Straße aufgegeben.

## Lage und Verlauf
Die Straße befand sich in der Magdeburger Altstadt. Sie führte von der Kutscherstraße aus nach Osten. Von Norden mündete nach etwa der Hälfte der Strecke der Reuterhof, kurz danach von Süden der Georgenplatz ein. Letztlich mündete die Georgenstraße an ihrem Ostende auf die Stiftstraße. 
Die Hausnummerierung begann auf der Nordseite, westlich der Einmündung des Reuterhofs mit der Nummer 1. Am vorhergehende Teil zwischen Stiftstraße und Reuterhof befand sich das Georgenstift, das jedoch zur Stiftstraße 1 gehörte. Die Nummerierung verlief dann aufsteigend nach Westen bis zur Nummer 6 an der Kutscherstraße. Auf der gegenüberliegenden Seite ging es mit der Nummer 8 auf der Südseite in Richtung Osten weiter. Zeitweise mündete zwischen der Nummer 8 und Nummer 9 die Kegelstraße ein. Nach der Nummer 12 mündete der Georgenplatz ein. Danach folgten die Nummern ab 13, bis mit der Nummer 15 die Einmündung in die Stiftstraße erreicht war.
Heute ist der Bereich der Georgenstraße Teil des Parkplatzes westlich von Karstadt.

## Geschichte
Als erster Name für die Straße ist aus dem Jahr 1683 Ritterstraße überliefert. Der Name ging vermutlich auf adlige Familien zurück, die in der Straße ihre städtischen Quartiere unterhielten. Diese Ritter bzw. Landjunker gaben so wohl den Anlass zur Benennung. Diese Quartiere dürften aber nur bis zur Zerstörung Magdeburgs im Jahr 1631 bestanden haben und danach nicht wiederaufgelebt sein. Es wird daher davon ausgegangen, dass der Name Ritterstraße bereits aus dieser Zeit stammte. wie weit die Benennung reichte ist unklar und wurde wohl nicht einheitlich gehandhabt. Es gab Angaben, die eine Benennung vom Breiten Weg bis zum späteren Georgenplatz vornahmen. Andere bezogen sich auf das westliche Teilstück, zwischen Platz und Kutscherstraße oder auf den kompletten Straßenzug. Eine letzte Erwähnung als Ritterstraße stammt aus dem Jahr 1807. Südlich der Straße erstreckte sich lange ein freies Gelände. Otto von Guericke nannte diesen Platz 1632 schlicht Der Plan. Mit der Ansiedlung der Hugenotten, denen hier seitens der kurfürstlichen Baukommission Bauplätze zugewiesen wurden, ergab sich für den Platz der Name Franzosenplatz. Auch dieser Name war bis 1807 gebräuchlich. Die Regierung hatte den freien Platz zur Ansiedlung der Flüchtlinge erworben, die hier in der großen Manufaktur in der Stiftstraße 1a arbeiteten. Die Hugenotten bebauten den Platz. Diese Bebauung und möglicherweise auch darüber hinausgehende Areale wurden als die Franzoseninsel bezeichnet. Von der Georgenstraße gehörten sieben Häuser, die Hausnummern 13a bis 15c zur Franzoseninsel.
Für den westlichen Teil der Georgenstraße waren auch noch weitere Namen gebräuchlich. 1701 ist als Bezeichnung rue de la chancelerie, Französisch für Kanzleistraße überliefert. Der Name bezog sich auf die hier ansässige Kanzlei der Pfälzer Kolonie. Später wurde auch der Name Hinter der Münze genutzt, der auf die südlich in der Großen Münzstraße 6 bis 8 gelegene Königliche Münze verwies. 1815 wurde das Georgenstift in dieses Gebiet verlegt. Die unklaren Benennungen wurden durch die einheitliche Benennung sowohl des Platzes als auch der angrenzenden Straßen als Georgenplatz beseitigt. Die komplizierte Lage der Häuserzeilen bereitete jedoch Probleme bei der Nummerierung der Häuser. 1872 wurde daher der nördliche Straßenzug als Georgenstraße benannt. Der Osten wurde zur Stiftstraße während der südliche Teil als Georgenplatz benannt blieb, obwohl es kein Platz im herkömmlichen Sinne war.
Während des Zweiten Weltkriegs wurde auch der Bereich der Georgenstraße zerstört. In der Zeit der DDR erfolgte ein Wiederaufbau der Innenstadt, der sich in weiten Teilen nicht an die historische Stadtstruktur hielt. Die Georgenstraße wurde dabei aufgegeben und der Bereich als Teil des Parkplatzes hinter dem Centrum-Warenhaus, dem heutigen Karstadt genutzt.
Am 10. Dezember 1992 beschloss der Stadtrat die Aufstellung eines Bebauungsplans, der auch das Gebiet der ehemaligen Georgenstraße umfasste. Die Planungsziele wurden 1994 im Hinblick auf konkrete Projekte von Investoren angepasst. Letztlich kam es jedoch nicht zur Umsetzung. Auch eine weitere Aktualisierung der Planungsziele und des Geltungsbereiches im Jahr 2008 führte nicht zur Umsetzung von Projekten. Am 14. September 2023 beschloss der Stadtrat die Fortführung des Verfahrens und eine erneute Anpassung der Planungsziele in Bezug auf den 2022 beschlossenen Rahmenplan Innenstadt. Mit Änderungsantrag des Stadtrates Olaf Meister wurde beschlossen, soweit sinnvoll möglich, eine Anlehnung an die im Plangebiet ursprünglich bestehenden Straßenzüge, Baugrenzen und Parzellierungen vorzunehmen, so dass eine Wiederanlegung der Georgenstraße in der Diskussion ist.

## Historische Häuser der Georgenstraße
| Hausnummer | Name             | Bemerkungen | Bild |
| ---------- | ---------------- | --- | ---- |
| 1          |                  | Noch bis in die Zeit nach 1720 wurde das Grundstück als Hinterhaus bzw. Garten des Hauses Große Schulstraße 15, dem Reuterhof genutzt. Später war es Rat- und Gerichtshaus der Pfälzer Kolonie. Mit der Auflösung der Kolonie gelangte das Gebäude in das Eigentum des Magistrats. Es diente ab 1808 als Büro und Dienstwohnung des Friedensrichters, später wohnte hier Oberbürgermeister August Wilhelm Francke. |      |
| 2          |                  | Die Fläche war zumindest bis 1730 Garten des Gebäudes Große Schulstraße 14. Später wurde dort ein Hinterhaus errichtet, bis das Grundstück dann eine eigene Hausnummer erhielt. |      |
| 3          |                  | Das Grundstück gehörte als hintere Fläche zum Haus Große Schulstraße 14. Vor 1724 wurde jedoch ein Haus errichtet. Von 1724 bis 1743 gehörte es David Milde, der 1730 auch die Große Schulstraße 14 erwarb. |      |
| 4          |                  | Zunächst gehörte das Grundstück als hintere Fläche zum benachbarten Grundstück Große Schulstraße 13. 1683 wurde es jedoch bereits als eigenes Gebäude erwähnt. Es war als Branntweinhaus von Fuhrmann, später Postillion Hans Müller errichtet worden. 1724 erbte es Martin Müller. |      |
| 5          |                  | Noch bis um 1690 gehörte das Haus zur Großen Schulstraße 12. Beide Häuser gehörten 1683 von Wilstorf zu Staßfurt. Im Jahr 1691 wurden die Häuser dann bereits getrennt geführt. Haus Nummer 5 wurde in diesem Jahr vom Regimentsquartiermeister Hans Adolf von Wolfersdorf für 120 Taler an den Schneider Johann Heinrich Tusche (auch Tuschki) verkauft. Er vererbte es 1701 an seine Tochter. Schon 1702 gehörte es dem Brauer Heinrich Pfeiffer, der möglicherweise mit der Tochter Tusches verheiratet war. Die Tuschichen Erben verkauften 1708 für 300 Taler an den Landkutscher Konrad Paanß (auch Bahn). Er blieb bis 1742 Eigentümer. Zwischen Georgenstraße 5 und Große Schulstraße 12 befand sich ein Hinterhaus, das zeitweise als eigenständiges Grundstück gezählt wurde. Es gehörte 1683 dem Kusto Andreas Paul Schramm. Er verkaufte 1699 für 160 Taler an den manufacturier Jean Laurens. In späterer Zeit gehörte es dann zu einem der Vorderhäuser.                       |      |
| 6          |                  | In den Jahren 1651 bis 1653 gehörten die Grundstücke Kutscherstraße 7 bis 9 mit zur Fläche. Alle vier Grundstücke waren, vermutlich in Folge der Zerstörung Magdeburgs im Jahr 1631 wüst. Stephan Lentke erwarb die Grundstücke. Nach 1660 kam auch noch die Große Schulstraße 9 hinzu. Bis 1683 wurde auf den fünf Stätten ein Haus erbaut, das Georg Söldener gehörte. 1699 war seine Witwe Eigentümerin. Im Jahr 1708 erwarb es der Ratmann Johann Öltze für 2000 Taler von Söldeners Erben. Öltzes Sohn gehörte es noch bis 1742. |      |
| 7          |                  | Das Gebäude gehörte in den 1930er Jahren zum Haus Kutscherstraße 6. |      |
| 8          |                  | Im Jahr 1631 gehörte das Grundstück Heinrich Hasenband. 1651 und 1661 war Stephan Lentke Eigentümer. Er errichtete 1651 hier ein Haus. Im Jahr 1683 war das Grundstück jedoch wieder wüst, der Eigentümer unbekannt. Jacques Biclat bebaute das Grundstück neu und veräußerte das Gebäude 1701 an den Koch und Gastwirt Guillaume Nichil, der zuletzt 1716 erwähnt wurde. Später war David Moutton Eigentümer. Noch bis 1746 gehörte das Haus zur Französischen Kolonie. |      |
| 9          |                  | 1631 befand sich hier der Hof der Familie von Alvensleben auf Burg Rogätz. Otto von Guericke erwarb das Grundstück in der Zeit bis 1651. Es stieß hinten an sein Wohngrundstück in der Großen Münzstraße 6. Auch 1683 war das Grundstück noch im Besitz der Familie Gerickes, aber auch weiterhin unbebaut. Im Jahr 1706 veräußerte der Kämmerer Johann Köppe das Haus für 300 Taler an den Pfälzer Kolonisten Leineweber Johann Georg Müller. Das Haus gehörte noch bis 1746 zur Pfälzer Kolonie. |      |
| 10         |                  | Im Jahr 1631 gehörte das Haus Burchard Köns (auch König). 1651 und auch noch 1683 wurde Otto von Guericke als Eigentümer geführt. Die Stätte war auch noch 1692, vermutlich seit der Zerstörung von 1631, wüst. Zu diesem Zeitpunkt gehörte sie dem Böttcher Hermann Albers, der sie bebaute. Er verkaufte das Haus 1730 für 800 Taler an Eberhard Alber. |      |
| 11         | Zum grünen Löwen | In der Zeit vor 1631 befand sich hier der Hof der Familie von Lossau. Eigentümer war Joachim Lossau, ihm folgte Hans von Lossau. Er veräußerte die Stätte im Jahr 1636 an Otto Gericke. Auch im Jahr 1683 lag das Grundstück, wohl seit der Zerstörung von 1631, noch wüst. 1692 war dann auf dem Grundstück ein kleines Haus errichtet. Außerdem befand sich dort ein Turm. Der Garten des Grundstücks grenzte an den Granatgarten. Otto von Guericke junior veräußerte das Grundstück 1692 an den Fähramtsschützen Andreas Sauerhering, der 1720 verstarb. 1723 verkaufte seine Witwe das Anwesen. Am 7. September 1904 kam es um 4.00 Uhr morgens im Haus zu einem Beziehungsdrama. Berta Stief schoss auf ihren im Haus lebenden Verlobten, den Kaufmann Heisler, der dadurch am Kinn verletzt wurde. Er ging darauf in das Altstädtische Krankenhaus. Während seiner Abwesenheit erschoss sich Berta Stief dann selbst. Noch in den 1930er Jahren befand sich ein Hausstein am Gebäude. |      |
| 12         |                  | 1631 gehörte das Haus der Ulrichskirche und diente als Dienstwohnung des Organisten der Kirche. Nach 1664 tauschte Otto von Guericke die Fläche ein, sie war jedoch auch 1692 noch wüst. Otto von Guericke junior verkaufte die Fläche für 50 Taler an den Totengräber Kaspar Jorum. Jorum errichtete ein Haus. Er wurde zuletzt 1698 erwähnt. Als Eigentümer wurde auch Matthieu Ravanel genannt. |      |
| 13a        |                  | Vermutlich seit 1691 gehörte das Grundstück durch Schenkung Louis Cherfils. Bis 1749 gehörte das Haus zur Französischen Kolonie. |      |
| 13b        |                  | 1708 war durch Schenkung Antoine Meurier Eigentümer des Hauses. |      |
| 14a        |                  | Eigentümer des Hauses war 1705 und 1710 durch Schenkung der Wollenweber Pierre Esperendien, später dann Daniel Gasper. Bis 1798 gehörte das Haus zur Französischen Kolonie. |      |
| 14b        |                  | In den Jahren 1702 und 1707 war tondeur de drap Louis Paris Paris Eigentümer. Das Haus gehörte bis 1762 zur Französischen Kolonie. |      |
| 15a        |                  | Der Strumpfwirker Levi Durand war 1706 und 1709 Eigentümer. Bis 1752 gehörte das Haus zur Französischen Kolonie. |      |
| 15b        |                  | 1706 war der Wollenweber Pierre Roche Eigentümer, später dann Pierre Baratier. Zur Französischen Kolonie gehörte das Haus bis 1762. |      |
| 15c        |                  | In den Jahren 1704 und 1727 wurde der Strumpfwirker Pierre Roucel als Eigentümer geführt, später dann Isaac Russel. Noch bis 1782 gehörte das Haus zur Pfälzer Kolonie. |      |